# IZA
Isabela Cristina Correia de Lima Lima (Rio de Janeiro, 3 de setembre de 1990), coneguda pel nom artístic IZA -habitualment escrit en majúscules- és una cantautora brasilera.
Els treballs de la cantant són dels gèneres R&B, pop i soul. Rep moltes influències de cantants afroamericanes com Beyoncé, Nina Simone i Tina Turner, i també en rep de cantants brasileres com Fernanda Abreu o Sandy.

## Biografia
La mare de l’artista és professora de música i el seu pare és un exmilitar naval. IZA s'inicia com a cantant en el cor de la seva església amb només sis anys. A catorze anys comença a fer diverses actuacions a parròquies i, a poc a poc, també comença a actuar en altres esdeveniments. El 2012 acaba els estudis de Publicitat i, paral·lelament, crea un canal de YouTube on comença a penjar versions de cançons conegudes.
El 2016 la discogràfica Warner Music va descobrir-la a través d’un dels seus vídeos i és quan signa el seu primer contracte musical. L'any 2017, llança els seus primers senzills: Te Pegar, Esse Brilho é Meu i Pesadão, triple disc de platí. També va ser telonera de Coldplay en els concerts que la banda britànica van fer al seu país i, el febrer de 2018, va desfilar per primer cop al Sambòdrom Marquès de Sapucaí, amb l'escola Acadêmicos de Salgueiro.
L’abril de 2018 la cantant publica el seu primer LP, titulat Dona de Mim, un disc que celebra la independència i el poder de la dona. Amb aquest treball rep una nominació als premis Grammy Llatíns pel Millor Àlbum Pop Contemporani en portuguès. El disc consta de catorze cançons amb diverses col·laboracions de diferents artistes com Ivete Sangalo o Thiaguinho. Aquest mateix any també va participar en el festival de música Planeta Atlântida.

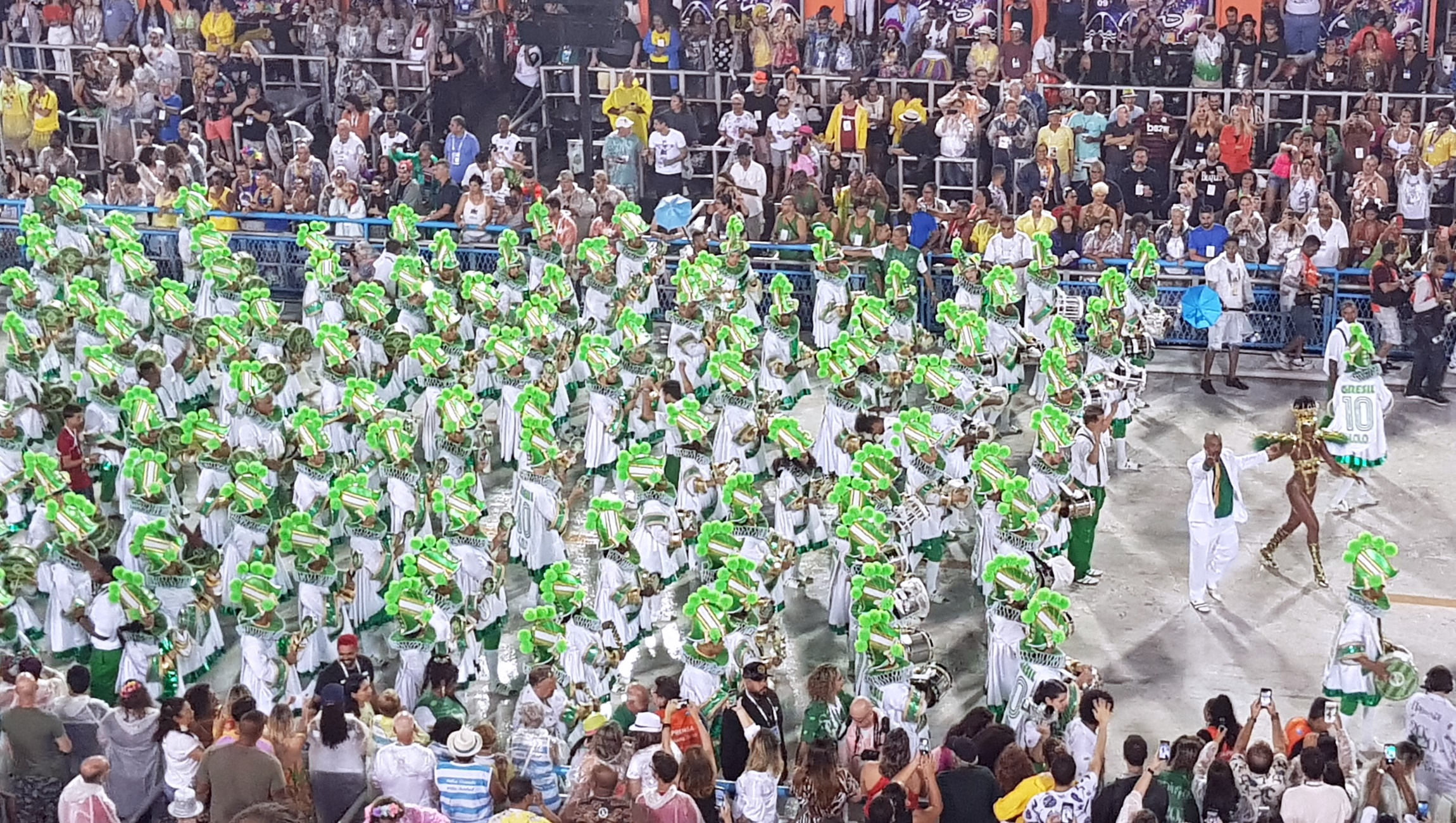
IZA encapçalant l'ala de bateria de la Imperatriz Leopoldinense, 2020.

El 2019 la cantautora participa per primera vegada en un programa de televisió. Ho va fer com a jutge en el projecte de The Voice Brasil, on després també participaria en la versió infantil del programa. També ha sigut presentadora de programes musicals del grup Globo. IZA va prestar la seva veu pel doblatge en portuguès del remake de The Lion King, en el paper de Nala, i també va enregistrar una de les cançons de la banda sonora. (Nesta Noite o Amor Chegou, adaptació de Can You Feel the Love Tonight). L'any 2020, va tornar a participar en el Carnaval de Rio, aquest cop amb l'escola Imperatriz Leopoldinense.
Três va ser el nom d'un EP publicat el 2022, amb tres temes nous que servirien per obrir boca pel segon àlbum de la cantant carioca, esperat per l'any següent.

## Vida personal
És coneguda pel seu activisme en diverses facetes: és una destacada membre del moviment afrobrasiler i feminista, i també ha parlat sobre diversitat sexual i discriminació.
El desembre de 2018 va contraure matrimoni amb el productor musical Sérgio Santos, de qui es va divorciar l'octubre de 2022.

## Discografia
- 2018: Dona de Mim
- 2022: Três (EP)